# Saridon
Saridon is een pijnstiller, gefabriceerd door het Duitse Bayer, met drie werkzame bestanddelen: 150 mg propyfenazon, 250 mg paracetamol en 50 mg coffeïne. De combinatie is erop ontworpen snel te werken in vergelijking met paracetamol, ibuprofen en aspirine.

## Geschiedenis
Saridon werd in 1930 voor het eerst op de markt gebracht en bevatte oorspronkelijk ook fenacetine, totdat ontdekt werd dat fenacetine carcinogeen is en nierschade kan veroorzaken.